# Род-айланд
Красный род-айланд (англ. Rhode Island Red) — порода кур мясо-яичного направления продуктивности, созданная в штате Род-Айленд и являющаяся птицей-символом этого штата.

## История
Выведена во второй половине XIX века в США скрещиванием красных малайских и палевых кохинхинов с прилитием крови бурых леггорнов, корнишей и виандотов. В свою очередь, с участием этой породы были выведены куры породы нью-гемпшир. Существует также выведенная отдельно в том же штате Род-Айленд, самостоятельная порода белый род-айланд, которая, как и красный род-айланд, применяется в промышленных кроссах птицы.

## Продуктивность
Петухи весят 3,5—3,8 кг, куры 2,7—3,0 кг. Яйценоскость 160—170 яиц. Инкубационные качества яиц хорошие.

## Экстерьер
Корпус род-айландов прямоугольной формы, горизонтально поставленный, глубокий и широкий. Грудь выпуклая; спина длинная, прямая; крылья небольшие; хвост хорошо оперённый небольшой; ноги крепкие; кожа жёлтая. Оперение на туловище коричнево-красное (рулевые и частично маховые перья чёрные), на ногах жёлтое. Клюв жёлтый; ушные мочки красные.

## Особенности породы
Половая зрелость кур наступает в 7 месяцев. Жизнеспособность высокая. Род-айландов могут использовать также при получении бройлеров.